# Поньга (река)
По́ньга — река в России, протекает по Онежскому району Архангельской области.

## Течение
Поньга — левый приток Онеги. Исток реки — болото Пурамох. Протекает через озера Верхнее Поньгозеро и Нижнее Поньгозеро. Устье реки находится в 6 км от впадения реки Онега в Белое море, в левобережной части города Онега (посёлок Поньга). Длина реки составляет 22 км (от устья до Нижнего Поньгозера).
В устье реки в 1928 году была прорыта перепускная канава в Онегу, которая стала основным рукавом Поньги. Старое русло Поньги, проходящее через промзону бывшего лесозавода № 34, сильно обмелело и заросло растительностью. Приток Пашручея Понгосов соединяет Поньгу с озером Понгосово. Ручей Чернецкий соединяет Поньгу с озёрами Малое Чернецкое и Большое Чернецкое.

## Притоки
- Паш-ручей (правый);
- Сейгручей (правый);
- Чернецкий (левый).

## Населённые пункты
Река протекает через следующие населённые пункты, перечисленные от истока к устью:
- Поньга — посёлок железнодорожной станции Северной железной дороги.
- Поньга — микрорайон города Онега.

## Этимология
По мнению Б. А. Серебренникова суффикс га, был типичным для волго-окской топонимики, как и суффиксы ма, ша, та и т. д. — они обозначали реку. А. П. Дульзон полагает, что севернорусский топонимический формант га связан с селькупским кы «река». В общеуральском pāŋä означает «вершина, край, голова», в саам. ponn — «куча, насыпь», в прибалт.-фин. pää, peä, pä, pai, в мордовск. pe, в удмурт. pum, puŋ, в коми-зыр. pom, pon, в манс. peŋ, päŋk, puŋG — «голова, вершина; конец» (к финно-угорскому источнику похоже восходит и русск. диал. паны, панки «курганы»). М. Фасмер предлагал для объяснения гидронима Поньга в Костромской области марийск. poŋgə — «гриб».

## Данные водного реестра
По данным государственного водного реестра России относится к Двинско-Печорскому бассейновому округу, водохозяйственный участок реки — река Онега, речной подбассейн отсутствует. Речной бассейн реки — Онега.
Код объекта в государственном водном реестре — 03010000112103000004022.